# 重结晶

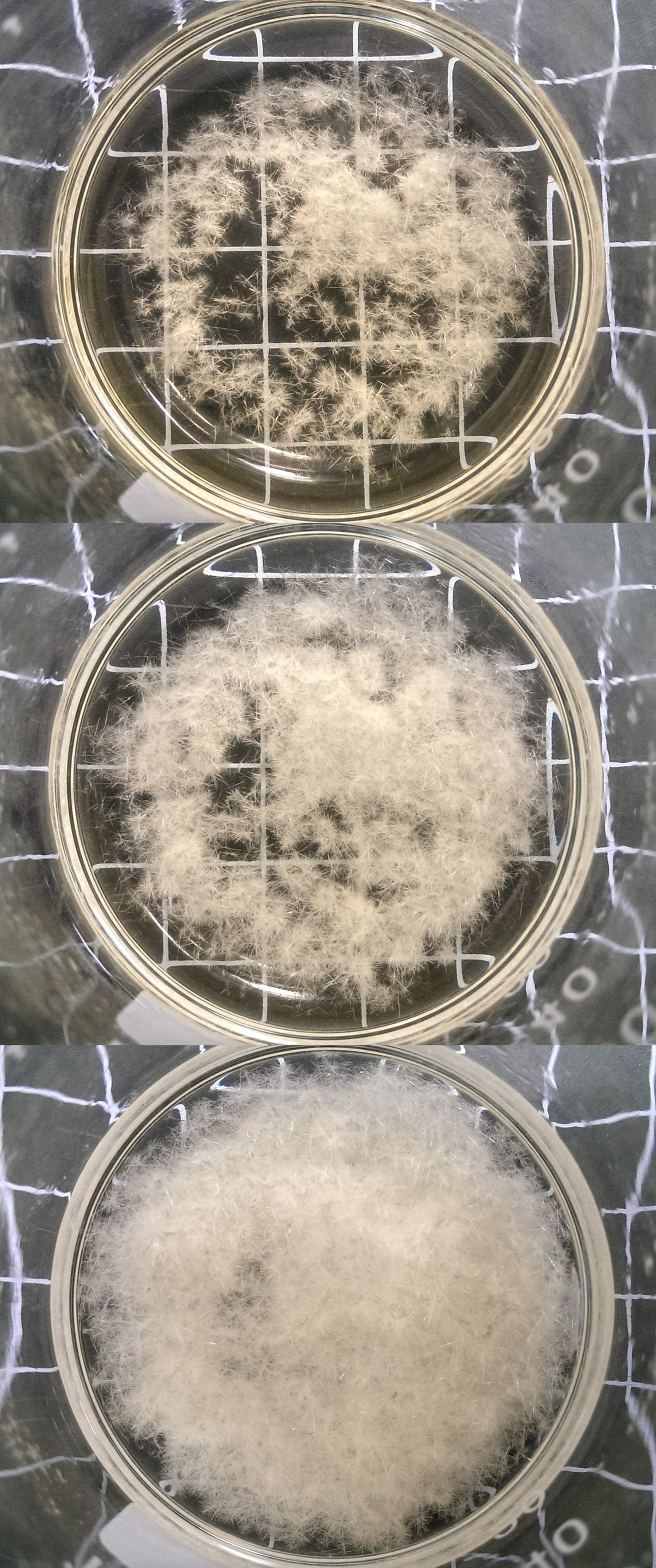
有機物的再結晶過程

重结晶（英語：Recrystallization），再结晶，晶种结晶法，也称之為優先結晶法；是一种物理过程，在化学、冶金学和地质学中有很不同的用途。

## 定義
重结晶是将物质溶于溶剂或熔融后，又重新从溶液或熔融体中结晶的过程。重结晶可以使不纯净的物质获得纯化，或使混合在一起的物质彼此分离。 
向热的饱和或过饱和的外消旋溶液中，加入一种纯光活性异构体的晶种，创造出不对称的环境。
當冷却到一定的温度時，稍微过量的与晶种相同的異構體就会优先结晶。滤去晶体后，在剩下的母液中再加入水和消旋体制成的热饱和溶液，再冷却到一定的温度，这时另一个稍微过剩的异构体就会结晶出来。
於理论上，如果原料能形成聚集体的外消旋体，那么将上述过程反复进行就可以将所有对映体转化为纯的光学异构体。
没有纯对映异构体晶种的情况下，有时用结构相似的手性化合物，甚至用非手性的化合物作晶种，也能成功进行拆分。

## 原理
固体混合物在溶剂中的溶解度与温度有密切关系。一般是温度升高，溶解度增大。若把溶解在热的溶剂中达到饱和，冷却时即由于溶解度下降，溶液变成过度飽和而析出晶体。其由于不同的物質常會形成不同的晶格結構，相同晶格結構的物質與不同晶格結構的物質一同結晶的機率很低；相同晶格結構的物質又以半徑相近的更易一同結晶。利用溶剂对被提纯物质及杂质的溶解度不同，可以使被提纯物质从中析出。而让杂质全部或大部分仍留在溶液中（若在溶剂中的溶解度极小，则配成饱和溶液后被过滤除去），从而达到提纯目的。也可利用此方法分離光學異構物。

## 性质与使用
晶种结晶法是在路易·巴斯德的工作的基础上发现的。文献上最早报道的应用是肾上腺素的拆分。
路易·巴士德首先發現酒石酸有右旋和左旋現象，並於1849年第一次进行手性拆分以分離兩者。直到1882年，他示範了藉著引晶技術從過飽和的酒石酸钠銨溶液中生成d-晶體及l-晶體，相反的手性晶體將會排列成相反的形狀。

### 物理
利用重结晶可提纯固体物质。某些金属或合金重结晶后可使细化，或改变晶体结晶，从而改变其性能。

### 化学
再结晶是物质提纯的一种重要手段。最典型的情况是：产物甲里混有少量的杂质乙。要提纯甲有很多不同的方法，包括再结晶。再结晶也有不同的操作方法。

## 步骤
重结晶法一般包括以下步骤：
1. 选择适宜溶剂，制成热的饱和溶液。
2. 除去不溶性杂质。（包括脱色）
3. 冷却结晶、抽滤，除去。
4. 洗涤干燥，除去附着和溶剂。